# Asinus
Asinus é um subgênero de Equus que abrange diversas subespécies de equídeos comumente conhecidos como jumentos selvagens , caracterizados por orelhas longas, constituição magra e reta, ausência de cernelha verdadeira , crina e cauda grossas e reputação de considerável tenacidade e resistência.
O burro comum é o representante domesticado mais conhecido do subgênero, com variedades domesticadas e selvagens . Entre as espécies de burro selvagem, várias espécies nunca domesticadas vivem na Eurásia e na África, com a espécie extinta de Burro selvagem europeu habitando anteriormente a Europa.

## Taxonomia
- Gênero: Equus
  - Subgênero: Asinus
    - Burro selvagem africano , Equus africanus[1][2]
      - Burro selvagem da Núbia, Equus africanus africanus
      - Burro selvagem da Somália, Equus africanus somaliensis
        - † Asno selvagem do Atlas, Equus africanus atlanticus (extinto 1º milênio D.C.)

      - Burro, Equus africanus asinus

    - Onagro ou burro selvagem asiático, Equus hemionus
      - Burro selvagem da Mongólia ou khulan, Equus hemionus hemionus
      - Burro selvagem indiano ou khur, Equus hemionus khur
      - Kulan turcomano, Equus hemionus kulan
      - Onagro persa ou gur, Equus hemionus onager
      - † Asno selvagem sírio ou achdari, Equus hemionus hemippus (extinto em 1927)

    - Kiang ou burro selvagem tibetano, Equus kiang
      - Kiang ocidental, Equus kiang kiang
      - Kiang oriental, Equus kiang holdereri
      - Kiang do sul, Equus kiang polyodon
      - Kiang do norte, Equus kiang chu

    - † Hydruntine ou burro selvagem europeu, Equus hydruntinus (extinto no 1º milênio A.C.)